# Mauthalle (Nürnberg)

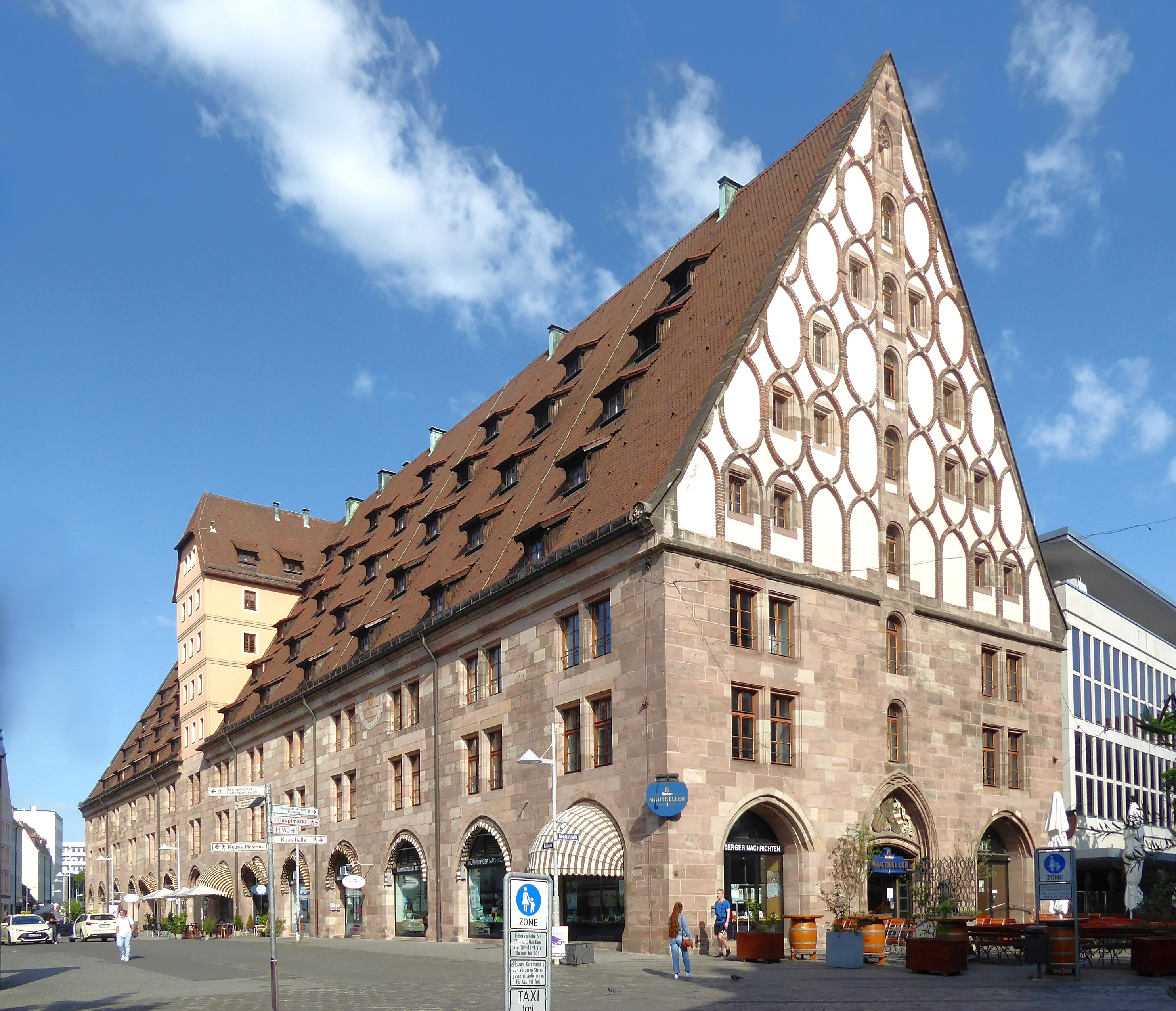
Mauthalle in Nürnberg

Die Mauthalle ist ein mittelalterliches, reichsstädtisches Gebäude in Nürnberg.
Es gehört zu den wichtigsten Baudenkmälern der Nürnberger Altstadt und ist eine Station der Historischen Meile Nürnberg.

## Lage
Die Mauthalle steht in der Lorenzer Altstadt, zwischen Königsstraße und Pfannenschmiedsgasse, nördlich des Platzes An der Mauthalle.

## Geschichte
Die Mauthalle wurde zwischen 1498 und 1502 von Hans Beheim d. Ä. auf dem vorletzten Stadtgraben erbaut und war der größte „Kornkasten“ der Stadt. Durch diese insgesamt 12 Kornhäuser war in Krisenzeiten die Versorgung der Bürger gesichert.
Das Gebäude war an den Schmalseiten mit Wagen befahrbar. Zum Transport ins Innere dienten Aufzugsluken über den Giebelachsen und an den Traufseiten.

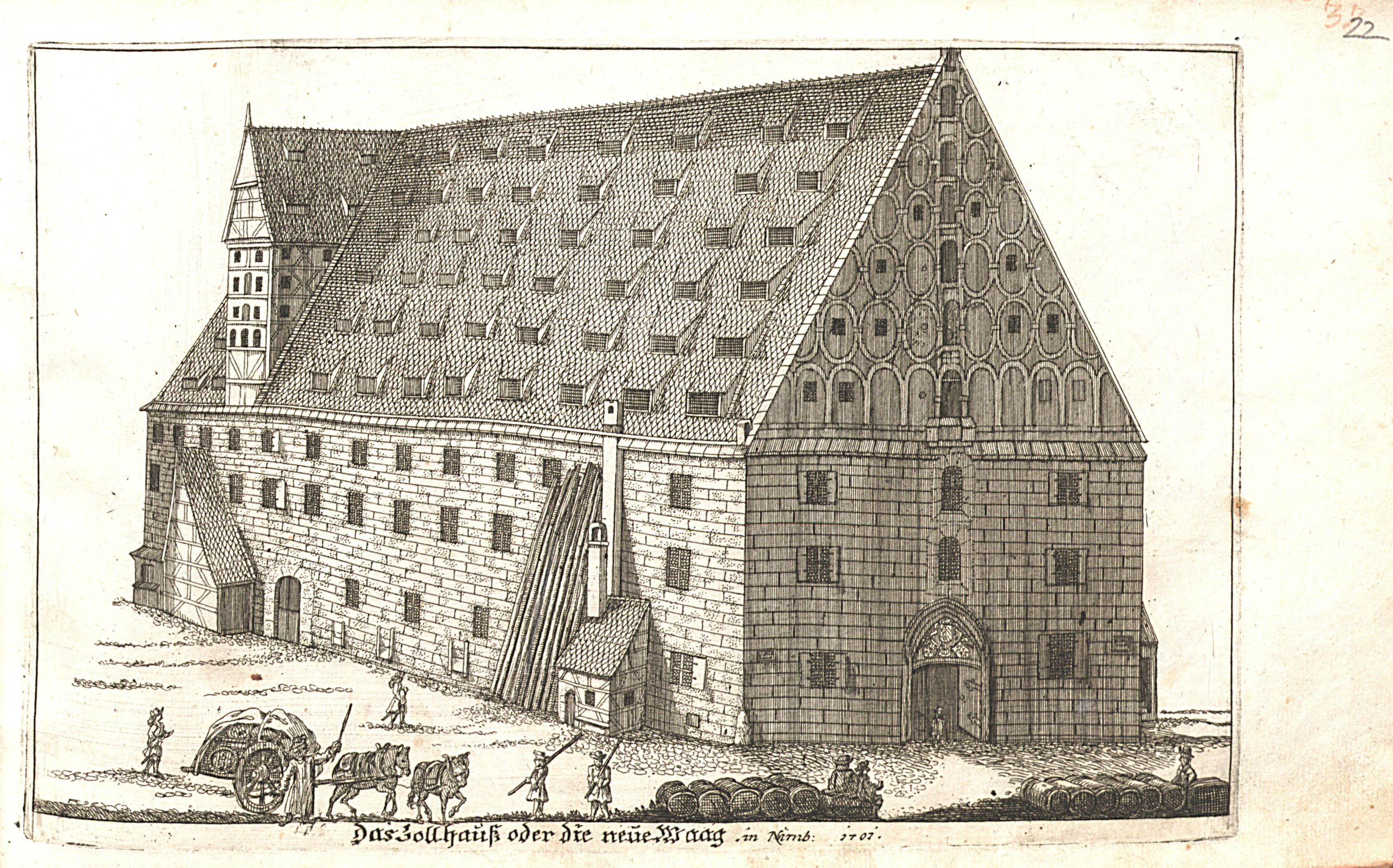
Die neue Waag 1707

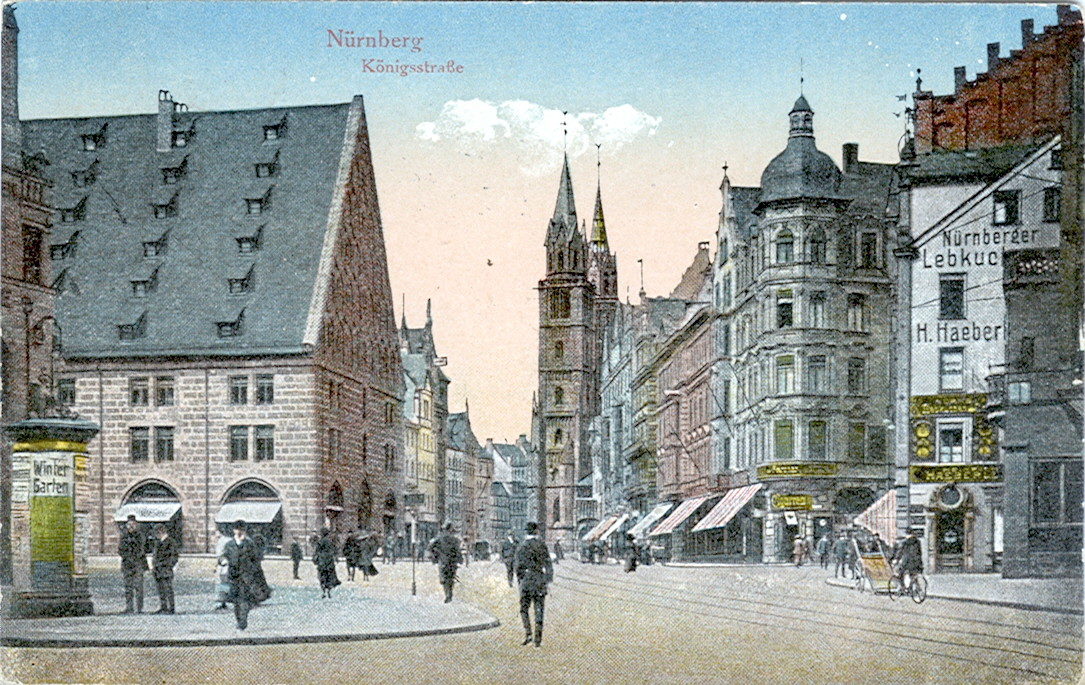
Postkarte, um 1919

1571/72 zog das reichsstädtische Zoll- und Waagamt ins Gebäude ein, der Keller diente als Weinniederlage („Herrenkeller“).
Den Namen Mauthalle bekam das Anwesen erst im 19. Jahrhundert durch die Nutzung als Hauptzollamt (von Maut für Zoll). Sie trug auch den Namen Neue Waag.1898 wurde die Mauthalle in ein Geschäftshaus umgewandelt. Seit 1929 wurde der Keller gastronomisch genutzt, jahrzehntelang war hier der „Mautkeller“ untergebracht, eine traditionelle, fränkische Gast-, Bier- und Weinwirtschaft.
Während des Bombenangriffs am 8./9. März 1943 brannte der Dachstuhl völlig aus – danach wurde ein Notdach errichtet. Am 3. Oktober 1944 erhielt das Gebäude leichte Sprengbombentreffer, am 2. Januar 1945 wurde es wieder, dieses Mal schwer getroffen, das Notdach zerstört, der Ostgiebel und die südliche Außenmauer wurden beschädigt, die Mauthalle brannte völlig aus.
1951 bis 1953 wurde es in vereinfachter Form wieder aufgebaut. Dabei wurden die beiden sechsstöckigen, vorher in Fachwerk ausgeführten Dacherker nur noch in verputztem Mauerwerk errichtet.
Auch heute wird die Mauthalle als Geschäftshaus genutzt. Im mittelalterlichen Gewölbekeller befindet sich ein Gastronomiebetrieb.

## Gebäude

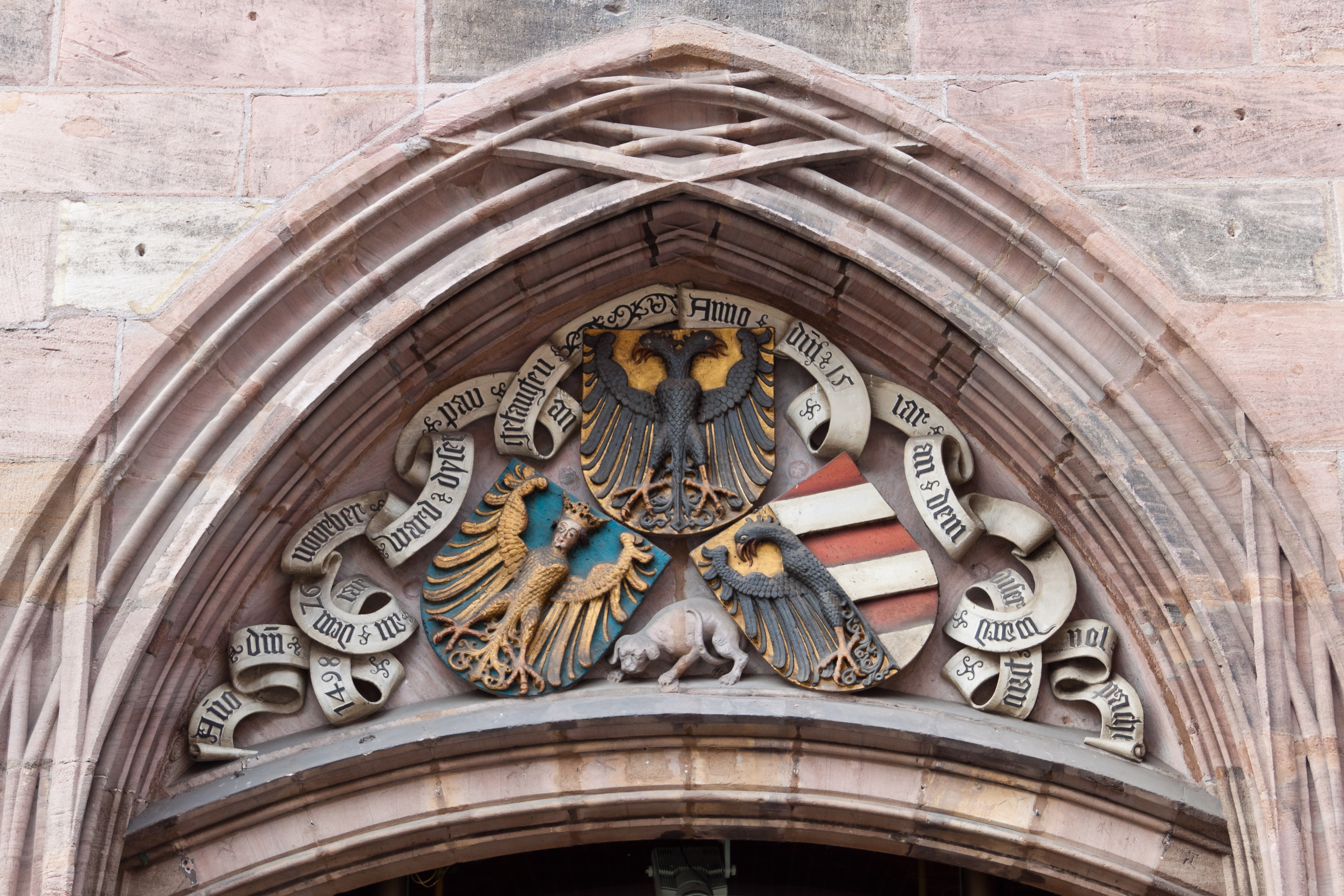
Reichsadler und Stadtwappen am Ostportal

Die Mauthalle ist 84 Meter lang, 20 Meter breit und 29 Meter hoch. Auf einen dreigeschossigen Sandsteinbau wurde ein fünfgeschossiges Satteldach mit zwei sechsstöckigen Dacherkern gesetzt. Der Keller ist ein dreischiffiges Hallengewölbe, getragen von 26 Säulen.
Die Ostseite schmückt ein Netz von Kielbögen im Giebel und ein Spitzbogenportal mit dem Reichsadler und den Stadtwappen (Adam Kraft, 1502). Die aufwändig gestaltete Giebelfassade zeigt eine phantasievoll variierte Backsteinlisenengliederung. Durch spitzbogige Durchkreuzung verweben sich die Backsteinreihen zu einem fischblasenartigen Muster.
Die großen Spitzbogenfenster im Erdgeschoss wurden in der Gründerzeit eingebaut.